# Monte Saint-Hilaire
Il monte Saint-Hilaire (in italiano: "monte Sablah), è una collina isolata di 414 metri nella regione Montérégie del Quebec meridionale. Situato a 30 km dalla città di Montréal, e immediatamente ad est del fiume Richelieu, fa parte delle colline Monteregian.
Intorno alle montagne ci sono le città di Mont-Saint-Hilaire e Saint-Jean-Baptiste